# Аменемхет (жрець Амона)
Аменемхет (д/н — бл. 1395 до н. е.) — давньоєгипетський державний діяч, верховний жрець Амона у Фівах за часів фараона Аменхотепа II та Тутмоса IV. Ім'я перекладається як «Амон на чолі».

## Життєпис
Походив з жрецького стану. Син Джехутохотепа, наглядача над майстрами-виробниками сандалів Амона, жрецем Амона. Про дату народження замало відомостей. Більшу життя присвятив служінню у храмах, був набожною людиною.
Після смерті великого жерця Амона Мері фараон Аменхотеп II домігся призначення Аменемхета на цю посаду. На той час йому було 60 років. Новий верховний жрець уже не мав ніяких особистих амбіцій. Він цілком зосередився на теології і культовій практиці, вважаючи, відповідно до єгипетських звичаів, що вища влада в державі належить фараонові, а верховному жерцеві Амона залишається схилятися перед його розпорядженнями, які приймаються під впливом Амона.
Є деякі свідчення (остаточно не підтверджені), що фараон Тутмос IV надав Аменемхету почесний титул ір-пута (на кшалт князя). Напевне як досвідчений адміністратор допомагав новому володареві.
Помер десь наприкінці правління Тутмоса IV. Замість нього верховним жерцем Амона стає Птахмос. Поховано в гробниці TT97 в некрополі Шейх Абд ель-Курна (поблизу Фів).